# 3656 Hemingway
3656 Hemingway (1978 QX) là một tiểu hành tinh vành đai chính được phát hiện ngày 31 tháng 8 năm 1978 bởi Chernykh, N. ở Nauchnyj.
Nó được đặt theo tên của nhà văn Mỹ Ernest Hemingway.